# Purdy Point
Der Purdy Point (in Argentinien Punta Purdy) ist eine Landspitze an der Nordküste von Coronation Island im Archipel der Südlichen Orkneyinseln. Sie liegt 2,5 km ostsüdöstlich des Foul Point.
Die erste Sichtung geht auf den US-amerikanischen Robbenfängerkapitän Nathaniel Palmer und sein britischens Pendant George Powell (1794–1824) im Dezember 1821. Der Falkland Islands Dependencies Survey nahm zwischen 1956 und 1958 Vermessungen vor. Das UK Antarctic Place-Names Committee benannte sie 1959 nach dem britischen Hydrographen John Purdy (1773–1843), der einschließlich der Südlichen Shetlandinseln zahlreiche Seekarten erstellt hatte, die als Vorläufer der moderneren Seekarten der britischen Admiralität gelten.